# Ida Wüst
Ida Wüst (10 de octubre de 1884–4 de octubre de 1958) fue una  actriz teatral y cinematográfica de nacionalidad alemana, cuya carrera alcanzó la cima en los años 1920 y 1930 con las producciones rodadas para Universum Film AG.

## Biografía
Nacida en Fráncfort del Meno, Alemania, poco se sabe de la infancia de Ida Wüst. Pronto descubrió el mundo del teatro, decidiendo dedicarse a la interpretación. Tras formarse en Fráncfort, Wüst recibió clases de interpretación de Thessa Klinghammer, y a los 16 años de edad consiguió su primer contrato, con el Teatro Stadt de Colmar. Más adelante actuó en producciones en Bydgoszcz, y en 1904 tuvo abundante trabajo en Leipzig. En 1907 fue miembro del Lessing-Theater de Berlín, haciendo papeles Hosenrolle (papeles con calzones, en los cuales mujeres con pantalones encarnaban a hombres) y comedias, haciéndose un nombre como actriz.
Durante sus años de actriz teatral hizo amistad con el actor Bruno Kastner, con el que finalmente se casó, y con el cual empezó a escribir guiones. La pareja se casó en 1918 y se divorció en 1924, y no tuvo descendencia.
Wüst actuó en los cuatro episodios del serial mudo Tragödie der Liebe 1-4 en 1922 y 1923, en el cual también trabajaba una joven Marlene Dietrich. Inmediatamente hizo otras muchas películas mudas, completando Wüst una prolífica carrera en el cine mudo. Superó con relativa facilidad el salto al cine sonoro, y en los años 1930 hizo numerosas actuaciones cinematográficas y teatrales.
La Segunda Guerra Mundial produjo una parada en la trayectoria de Wüst, y durante el transcurso de la misma hizo muy pocos papeles teatrales y cinematográficos. Tras el fin de la contienda Wüst solicitó en 1946 la desnazificación, siéndole denegada porque durante el período Nazi habría acusado a actores como Eduard von Winterstein. Wüst era conocida por tener correspondencia con Adolf Hitler a lo largo de la Guerra, y varias de sus cartas a Hitler se conservan en la Colección Adolf Hitler de la Universidad de Princeton. Debido a todo ello, no fue hasta 1949 que se permitió a Wüst retomar su carrera. En la década de 1950 hizo varias películas, a menudo interpretando a enérgicas mujeres de edad o a personajes cómicos matronales y, además, volvió a actuar en el teatro.
A lo largo de su carrera, Ida Wüst actuó  junto a algunas de las más destacadas estrellas del cine alemán, entre ellas Heinz Rühmann, Hans Albers, Peter Lorre, Paul Henckels, Käthe Dorsch, Hans Moser, Käthe Haack, Paul Kemp, Theo Lingen, y otras muchas. 
Ida Wüst falleció en Berlín en 1958, a causa de un ictus, tras el cual sufrió una severa afectación pulmonar. Fue enterrada en el Cementerio Südwestfriedhof der Berliner Synode, en Stahnsdorf.

## Filmografía
Como guionista
- Nur ein Diener (1919)
- Der König von Paris Teil 1 & 2 (1920)

Como actriz
| - Tragödie der Liebe Teil 1-4 (1923–1924) - Die Puppenkönigin 1924 (1924) - Kammermusik (1925) - O alte Burschenherrlichkeit (1925) - Die vertauschte Braut (1925) - Die Strasse des Vergessens (1925) - Die Königin des Weltbades (1926) - Die dritte Eskadron (1926) - Das Gasthaus zur Ehe (1926) - Ledige Töchter (1926) - Die Bräutigame der Babette (1927) - Das Heiratsnest (1927) - Unter Ausschluss der Öffentlichkeit (1927) - Heimweh (1927) - Venus im Frack (1927) - Im Luxuszug (1927) - Feme (1927) - Mein Freund Harry (1927) - Der letzte Walzer (1927) - Königin Luise (1927) - Der Bettelstudent (1927) - Der Fall des Staatsanwalts M... (1928) - Die Königin seines Herzens (1928) - Großstadtjugend (1928) - Der Raub der Sabinerinnen (1928) - Herr Meister und Frau Meisterin (1928) - Das brennende Herz (1929) - Vater und Sohn (1929) - Tagebuch einer Kokotte (1929) - Fräulein Fähnrich (1929) - Madame X, die Frau für diskrete Beratung (1929) - Zwischen vierzehn und siebzehn - Die Nacht gehört uns (1929) - Der Walzerkönig (1930) - Die Lindenwirtin (1930) - Ein Burschenlied aus Heidelberg (1930) - Ruhiges Heim mit Küchenbenutzung (1930) - Drei Tage Mittelarrest (1930) - Die Kaviarprinzessin (1930) - Die Firma heiratet (1930) - Die Scikosbaroness (1930) - Der keusche Joseph (1930) - Bockbierfest (1930) - Das alte Lied (1930) - Namensheirat (1930) - Zweierlei Moral (1930) - Die Marquise von Pompadour (1930) - Wenn die Soldaten... (1931) - Der Stumme von Portici (1931) | - Das verlorene Paradies (1931) - Elisabeth von Österreich (1931) - Bomben auf Monte Carlo (1931) - Mein Leopold (1931) - Der verjüngte Adolar (1931) - Schützenfest in Schilda (1931) - Hurrah - ein Junge! (1931) - Schön ist die Manöverzeit (1931) - Zwei himmelblaue Augen (1931) - Die Nacht ohne Pause (1931) - Zu Befehl, Herr Unteroffizier (1931) - Der Sieger (1932) - Man braucht kein Geld (1932) - Es war einmal ein Walzer (1932) - Peter Voss, der Millionendieb (1932) - Melodie der Liebe (1932) - Aus einer kleinen Residenz (1932) - Das Lied einer Nacht (1932) - Ballhaus goldener Engel (1932) - Zwei glückliche Tage (1932) - Ja, treu ist die Soldatenliebe (1932) - Das schöne Abenteuer (1932) - Das Testament des Cornelius Gulden (1932) - Mieter Schulze gegen alle (1932) - Wie sag' ich's meinem Mann? (1932) - Friederike (1932) - Ich bei Tag und du bei Nacht (1932) - So ein Mädel vergisst man nicht (1932) - Keinen Tag ohne Dich (1933) - Ein Lied für Dich (1933) - Kind, ich freu' mich auf Dein Kommen (1933) - Kleiner Mann - was nun? (1933) - Lachende Erben (1933) - Flüchtlinge (1933) - Fräulein Hoffmanns Erzählungen (1933) - Die Wette (1933) - Der Zarewitsch (1933) - Des jungen Dessauers grosse Liebe (1933) - Einmal eine grosse Dame sein (1934) - Annette im Paradies (1934) - Frühlingsmärchen (1934) - Freut Euch des Lebens (1934) - Die Czardasfürstin (1934) - Der kühne Schwimmer (1934) - Jungfrau gegen Mönch 1934 - Die Liebe und die erste Eisenbahn (1934) - Warum lügt Fräulein Käthe? (1935) - Die blonde Carmen (1935) | - Liselotte von der Pfalz (1935) - Kater Lampe (1935) - Die ganze Welt dreht sich um Liebe (1935) - Wenn die Musik nicht wär' (1935) - Eine Seefahrt, die ist lustig (1935) - Herbstmanöver (1935) - Eine Nacht an der Donau (1935) - Die lustigen Weiber (1936) - Kater Lampe (1936) - Der Bettelstudent (1936) - Nachtwache im Paradies (1936) - Ein Hochzeitstraum (1936) - Der lustige Witwenball (1936) - Heiratsinstitut Ida & Co. (1937) - Husaren, heraus (1937) - Fremdenheim Filoda (1937) - Wenn Du eine Schwiegermutter hast (1937) - Der Biberpelz (1937) - Es leuchten die Sterne (1937–1939) - Diskretion - Ehrensache (1938) - Das Verlegenheitskind (1938) - Kleines Bezirksgericht (1938) - Rote Mühle (1939) - Die kluge Schwiegermutter (1939) - Zwei Welten (1939) - Die unvollkommenen Liebe (1940) - Wunschkonzert (1940) - Sein Sohn (1941) - Hauptsache glücklich (1941) - Geliebter Schatz (1943) - Die beiden Schwestern (1943) - Das Gesetz der Liebe (1944) - Die Brüder Noltenius (1945) - Wenn Männer schwindeln (1950) - Es begann um Mitternacht (1950) - Eva im Frack (1950) - Heimat, Deine Sterne (1951) - Der Jagerloisl vom Tegernsee (1951) - Ich warte auf Dich (1952) - Tante Jutta aus Kalkutta (1953) - Die süssesten Früchte (1953) - Sonne über der Adria (1954) - Die Barrings (1955) - Die Herrin vom Sölderhof (1955) - Roter Mohn (1956) |

## Selección de sus actuaciones teatrales
- Kammermusik (Lessing-Theater, Berlín, 1914)
- Drei arme kleine Mädels (Theater am Nollendorfplatz, Berlín, 1927)
- Die Männer sind nicht dankbar (Kabarett Simpl, Viena, Austria, 1940)